# Peter Rees
Peter Wynford Innes Rees, baron Rees (ur. 9 grudnia 1926, zm. 30 listopada 2008) – brytyjski prawnik i polityk, członek Partii Konserwatywnej, minister w drugim rządzie Margaret Thatcher.
Wykształcenie odebrał w Stowe oraz w Christ Church na Uniwersytecie Oksfordzkim. Uzyskał tam dyplom z historii. W latach 1945–1948 odbył służbę wojskową w szeregach Gwardii Szkockiej. W 1953 r. został powołany do korporacji prawniczej Inner Temple. W 1969 r. został Radcą Królowej.
W 1964 r. wystartował bez powodzenia w wyborach do Izby Gmin w okręgu Abertillery, gdzie uzyskał tylko 14% głosów, podczas gdy zwycięzca, kandydat laburzystów Llewellyn Williams, uzyskał 86% głosów. Kiedy Williams zmarł w 1965 r. Rees wystartował w wyborach uzupełniających, ale przegrał podobną różnicą głosów. W wyborach 1966 r. wystartował w okręgu Liverpool West Derby, ale ponownie przegrał.
Do Izby Gmin dostał się wreszcie po wyborach 1970 r. jako reprezentant okręgu Dover. W latach 1972–1973 był parlamentarnym prywatnym sekretarzem Solicitora Generalnego Michaela Haversa. W 1979 r. został ministrem stanu skarbu. W 1981 r. został ministrem ds. handlu. Po wyborach 1983 r. został członkiem gabinetu jako naczelny sekretarz skarbu. Został również członkiem Tajnej Rady.
Inaczej niż większość naczelnych sekretarzy skarbu Rees nie sprawował już innych stanowisk gabinetowych. Miejsce w rządzie utracił w 1985 r. Zrezygnował ze startu w najbliższych wyborach parlamentarnych 1987 r. Został kreowany parem dożywotnim jako baron Rees i zasiadł w Izbie Lordów.